# Oligosmerus immaculatus
Oligosmerus immaculatus är en skalbaggsart som först beskrevs av Raffaello Gestro 1895.  Oligosmerus immaculatus ingår i släktet Oligosmerus och familjen långhorningar.
Artens utbredningsområde är Moçambique. Inga underarter finns listade i Catalogue of Life.